# Чемпионат Европы по спортивной акробатике 1985
6-й чемпионат Европы по спортивной акробатике прошёл в Аугсбурге (ФРГ) 14-19 мая 1985 года.

## Результаты

### Мужские акробатические прыжки

#### Многоборье
| Ранг | Гимнаст             | Страна   | Очки  |
| ---- | ------------------- | -------- | ----- |
| 1    | Николай Павличенков | СССР     | 29,46 |
| 2    | Анждей Гарстка      | Польша   | 29,26 |
| 3    | Станко Васильев     | Болгария | 28,82 |

#### Первое упражнение
| Ранг | Гимнаст             | Страна   | Очки  |
| ---- | ------------------- | -------- | ----- |
| 1    | Анждей Гарстка      | Польша   | 19,60 |
| 2    | Николай Павличенков | СССР     | 19,56 |
| 3    | Станко Васильев     | Болгария | 19,20 |

#### Второе упражнение
| Ранг | Гимнаст           | Страна         | Очки  |
| ---- | ----------------- | -------------- | ----- |
| 1    | Игорь Брикман     | СССР           | 19,73 |
| 2    | Анждей Гарстка    | Польша         | 19,53 |
| 2    | Неделчо Недельков | Болгария       | 19,53 |
| 3    | Иэн Мэттьюз       | Великобритания | 18,46 |

### Мужские группы

#### Многоборье
| Ранг | Команда                                                             | Страна   | Очки  |
| ---- | ------------------------------------------------------------------- | -------- | ----- |
| 1    | Венцеслав Генов, Борислав Георгиев, Свилен Бояджиев, Диан Георгиев  | Болгария | 39,02 |
| 2    | Николай Гусев, Александр Зеленко, Сергей Сафаниев, Ринат Хафизов    | СССР     | 38,70 |
| 3    | Тадеуш Войковяк, Яржи Собковяк, Антон Серединский, Бронислав Дзюрла | Польша   | 37,15 |

#### Первое упражнение
| Ранг | Команда                                                             | Страна   | Очки  |
| ---- | ------------------------------------------------------------------- | -------- | ----- |
| 1    | Николай Гусев, Александр Зеленко, Сергей Сафаниев, Ринат Хафизов    | СССР     | 19,73 |
| 2    | Венцеслав Генов, Борислав Георгиев, Свилен Бояджиев, Диан Георгиев  | Болгария | 19,43 |
| 3    | Тадеуш Войковяк, Яржи Собковяк, Антон Серединский, Бронислав Дзюрла | Польша   | 18,66 |

#### Второе упражнение
| Ранг | Команда                                                            | Страна         | Очки  |
| ---- | ------------------------------------------------------------------ | -------------- | ----- |
| 1    | Николай Гусев, Александр Зеленко, Сергей Сафаниев, Ринат Хафизов   | СССР           | 19,76 |
| 2    | Венцеслав Генов, Борислав Георгиев, Свилен Бояджиев, Диан Георгиев | Болгария       | 19,70 |
| 3    | У. Барроу, Д, Флинт, Д. Мартин, Т. Хоувс                           | Великобритания |       |

### Мужские пары

#### Многоборье
| Ранг | Команда                           | Страна   | Очки  |
| ---- | --------------------------------- | -------- | ----- |
| 1    | Сергей Чижевский, Валерий Ляпунов | СССР     | 29,90 |
| 2    | Иордан Аначков, Цветан Бояджиев   | Болгария | 29,66 |
| 3    | Павел Бегай, Петр Матула          | Польша   | 28,73 |

#### Первое упражнение
| Ранг | Команда                           | Страна   | Очки  |
| ---- | --------------------------------- | -------- | ----- |
| 1    | Сергей Чижевский, Валерий Ляпунов | СССР     | 19,96 |
| 2    | Иордан Аначков, Цветан Бояджиев   | Болгария | 19,83 |
| 3    | Павел Бегай, Петр Матула          | Польша   | 19,20 |

#### Второе упражнение
| Ранг | Команда                           | Страна   | Очки  |
| ---- | --------------------------------- | -------- | ----- |
| 1    | Иордан Аначков, Цветан Бояджиев   | Болгария | 19,80 |
| 2    | Сергей Чижевский, Валерий Ляпунов | СССР     | 19,76 |
| 3    | Павел Бегай, Петр Матула          | Польша   | 19,33 |

### Смешанные пары

#### Многоборье
| Ранг | Команда                                | Страна   | Очки  |
| ---- | -------------------------------------- | -------- | ----- |
| 1    | Светлана Махаличева, Евгений Махаличев | СССР     | 29,46 |
| 1    | Милена Бачева, Светослав Желязков      | Болгария | 29,46 |
| 2    | Малгожата Вилк, Ян Вечек               | Польша   | 29,16 |
| 3    | Франка Буанано, Франк Шольц            | ФРГ      | 28,89 |

#### Первое упражнение
| Ранг | Команда                                | Страна   | Очки  |
| ---- | -------------------------------------- | -------- | ----- |
| 1    | Светлана Махаличева, Евгений Махаличев | СССР     | 19,86 |
| 2    | Милена Бачева, Светослав Желязков      | Болгария | 19,80 |
| 3    | Малгожата Вилк, Ян Вечек               | Польша   | 19,42 |

#### Второе упражнение
| Ранг | Команда                                | Страна   | Очки  |
| ---- | -------------------------------------- | -------- | ----- |
| 1    | Милена Бачева, Светослав Желязков      | Болгария | 19,75 |
| 2    | Светлана Махаличева, Евгений Махаличев | СССР     | 19,60 |
| 3    | Малгожата Вилк, Ян Вечек               | Польша   | 19,50 |

### Женские группы

#### Многоборье
| Ранг | Команда                                               | Страна   | Очки  |
| ---- | ----------------------------------------------------- | -------- | ----- |
| 1    | Инесса Спрогис, Наталья Рыжевская, Светлана Кузнецова | СССР     | 29,66 |
| 1    | Сильва Минкова, Ангелина Мадьярова, Соня Гонева       | Болгария | 29,66 |
| 2    | Гражина Маркевич, Малгожата Клиш, Камилла Запытовская | Польша   | 29,15 |
| 3    | Катя Цаппи, Таня Вайскирхер, Каудиа Вайскирхер        | ФРГ      | 28,92 |

#### Первое упражнение
| Ранг | Команда                                               | Страна   | Очки  |
| ---- | ----------------------------------------------------- | -------- | ----- |
| 1    | Инесса Спрогис, Наталья Рыжевская, Светлана Кузнецова | СССР     | 19,76 |
| 1    | Сильва Минкова, Ангелина Мадьярова, Соня Гонева       | Болгария | 19,76 |
| 2    | Гражина Маркевич, Малгожата Клиш, Камилла Запытовская | Польша   | 19,36 |
| 3    | Катя Цаппи, Таня Вайскирхер, Каудиа Вайскирхер        | ФРГ      | 19,33 |

#### Второе упражнение
| Ранг | Команда                                               | Страна   | Очки  |
| ---- | ----------------------------------------------------- | -------- | ----- |
| 1    | Инесса Спрогис, Наталья Рыжевская, Светлана Кузнецова | СССР     | 19,83 |
| 1    | Сильва Минкова, Ангелина Мадьярова, Соня Гонева       | Болгария | 19,83 |
| 2    | Гражина Маркевич, Малгожата Клиш, Камилла Запытовская | Польша   | 19,49 |
| 3    | Катя Цаппи, Таня Вайскирхер, Каудиа Вайскирхер        | ФРГ      | 19,29 |

### Женские пары

#### Многоборье
| Ранг | Команда                               | Страна   | Очки  |
| ---- | ------------------------------------- | -------- | ----- |
| 1    | Сильвия Костова, Ирена Бакалова       | Болгария | 29,89 |
| 2    | Анастасия Бабанина, Светлана Безручко | СССР     | 29,66 |
| 3    | Эстер Фолди, Мария Катона             | Венгрия  | 29,02 |

#### Первое упражнение
| Ранг | Команда                               | Страна   | Очки  |
| ---- | ------------------------------------- | -------- | ----- |
| 1    | Сильвия Костова, Ирена Бакалова       | Болгария | 19,96 |
| 2    | Анастасия Бабанина, Светлана Безручко | СССР     | 19,76 |
| 3    | М. Шмидт, М. Беккер                   | ФРГ      | 19,39 |

#### Второе упражнение
| Ранг | Команда                               | Страна   | Очки  |
| ---- | ------------------------------------- | -------- | ----- |
| 1    | Сильвия Костова, Ирена Бакалова       | Болгария | 19,96 |
| 2    | Анастасия Бабанина, Светлана Безручко | СССР     | 19,80 |
| 3    | Эстер Фолди, Мария Катона             | Венгрия  | 19,30 |

### Женские акробатические прыжки

#### Многоборье
| Ранг | Гимнаст          | Страна | Очки  |
| ---- | ---------------- | ------ | ----- |
| 1    | Людмила Громова  | СССР   | 29,82 |
| 2    | Елена Бугаева    | СССР   | 29,46 |
| 3    | Дорота Поплавска | Польша | 29,10 |

#### Первое упражнение
| Ранг | Гимнаст          | Страна   | Очки  |
| ---- | ---------------- | -------- | ----- |
| 1    | Людмила Громова  | СССР     | 19,89 |
| 2    | Дорота Поплавска | Польша   | 19,46 |
| 3    | В. Димитрова     | Болгария | 19,43 |

#### Второе упражнение
| Ранг | Гимнаст          | Страна   | Очки  |
| ---- | ---------------- | -------- | ----- |
| 1    | Людмила Громова  | СССР     | 19,83 |
| 2    | Пенка Ненова     | Болгария | 19,53 |
| 3    | Дорота Поплавска | Польша   | 19,40 |